# Kleinoffset

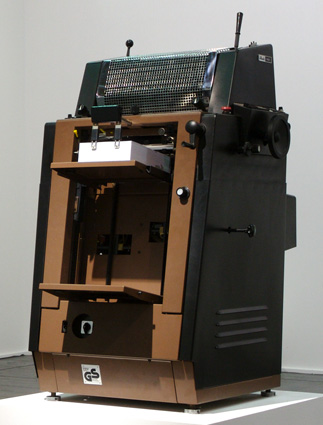
Kleinoffsetdruckmaschine Rotaprint 45K. Sie hat ein max. Druckformat vom „DIN A4+“ (216 × 303 mm)

Der Kleinoffsetdruck ist ein Teilbereich des Offsetdrucks. Hier kommen in der Regel Druckmaschinen mit dem „Maschinenformat 00“ (350 mm × 500 mm) zum Einsatz, die Endprodukte bis zu einem Format von DIN A3 (297 mm × 420 mm) produzieren können. 

## Einsatzbereich
Häufig findet diese Art des Drucks Verwendung bei der Herstellung von Dissertationen, Formularen und Akzidenzdrucken. Die Leistung im Kleinoffsetbereich liegt bei bis zu 15.000 Drucken pro Stunde. Aus diesem Grund wird Kleinoffset für die Herstellung in kleineren und mittleren Auflagen bis etwa 10.000 Exemplaren verwendet.

## Technik
Die Maschinen haben nur ein Feucht- und Farbwerk. Die Bogenanlage findet seitlich mit einer leicht einzustellenden Schiebemarke statt. Die Vordermarken befinden sich oft direkt am Druckzylinder. Die Druckplatten sind aus sehr dünnem Leichtmetall. Neben den im Offsetdruck üblichen Metallplatten werden teilweise Folien aus Papier oder Polyester als Druckformen verwendet. Die Plattenherstellung erfolgt entweder im Kopierverfahren oder mittels einer direkten Beschriftung. Besonders preisgünstig lassen sich Folien mittels spezieller Laserdrucker oder Laserbelichter herstellen.

## Vor- und Nachteile
Vorteile des Kleinoffsetdrucks sind die schnelle Herstellungsweise der Druckplatten, die kurzen Rüstzeiten und die Fortdruck-Geschwindigkeit der Maschinen im niedrigen Auflagenbereich. Durch ihre einfache technische Handhabung können sie auch von angelernten Kräften nach kurzer Zeit bedient werden.
Nachteilig hingegen wirkt sich die einfache technische Bauweise auf die Passgenauigkeit und Qualität im Mehrfarbendruck aus.
Grundsätzlich sind auf Kleinoffsetmaschinen auch Mehrfarbendrucke (CMYK und Rasterung) möglich. Bei solchen Aufträgen müsste der Bogen, da die Maschinen nur ein Farbwerk besitzen, für jede Farbe separat durch die Maschine geführt werden. Solche Arbeiten sind also möglich, aber nicht die „Kernkompetenz“ des Kleinoffsetdrucks. Andere Maschinen (mit zum Beispiel zwei oder vier Farbwerken) konnten / können solche Aufgaben (auch auf Grund ihrer größeren Formate, die mehrere Drucknutzen ermöglichen) wirtschaftlicher erledigen.